# 関西室内楽協会
関西室内楽協会（かんさいしつないがくきょうかい）は、関西地方を中心に演奏活動しているクラシック音楽演奏家集団の組織。　ポリシーは「やまない音楽への探求」「バロックから現代まで」。モットーは「質の高いコンサートを低料金で！」HPより（略称・関室-かんしつ）

## 沿革概要
- 1975年 - 関西室内楽協会設立
- 1976年12月に大阪島之内教会で第1回のチャペルコンサートを開始、以来毎年10回のチャペルコンサートを開催している。代表21世紀まで500回まで継続と宣言
- 1979年	大阪シュベルマー金管アンサンブル、カンマークライシス・アルフィーネ、アルフィーネ弦楽アンサンブル、パスロサックスフォーンアンサンブルの集合体として大阪チェンバーオーケストラ第１回定期演奏会開始。(1979年)「大阪文化祭賞奨励賞」第2回大阪シュベルマー金管アンサンブル定期演奏会の成果
- 1981年 - 1995年 六甲サロンコンサート（年10回実地）
- 1986年 - 1989年 尼崎サロンコンサート実地
- 1988年 - 京都バッハ合唱団とバッハカンタータ、ミサ曲、オラトリオのシリーズを開始継続中
- 1989年	大阪市「咲くやこの花賞」受賞
- 1992年 - 2001年	富士山麓国際音楽祭参加
- 1993年 - 2007年	木津川やまなみ国際音楽祭参加　（2006-2007年記録係各4日・本番各2日えーわい電子参加）
- 2000年 - 京都バッハ合唱団（本山秀毅主宰）とバッハアカデミー関西を結成し、バッハカンタータ全曲演奏に取り組んでいる。
- 2001年	ライプツィヒバッハフェスティバル参加
- 2001年	カンタータドイツ公演（フランクフルト、他都市）
- 2003年	堺ウエスティ・バロックコンサート
- 2004年	びわ湖ホール声楽アンサンブル定期演奏会出演
- 2004年	オラトリオ「エジプトのイスラエル人」公演
- 2004年	堺ピアノ国際コンクール出演
- 2005年 12月 島之内教会ラストコンサート
- 2006年 11月で月例コンサートが300回目、12月で創立30周年を迎えた。
- 2007年 1月よりホームグラウンドを天満教会へ変更した。

## 幹部会員
- 代表	河野正孝 オーボエ
- 代表補佐　赤松二郎 SAX　河野まり子 チェンバロ
- 音楽顧問　金昌国 フルート指揮　小林道夫 チェンバロ
- インスペクター　滝本博之 ファゴット
- 音楽企画　池上尚里 ヴァイオリン　成川昭代 チェロ
- 会員数　弦楽器奏者6名　管楽器奏者17名　ピアノ奏者3名　チェンバロ奏者2名ギター奏者1名　マンドリン奏者1名
- 法人後援会員　エルサウンド(株)エーワイ電子[1](関西室内楽協会サロンコンサートを第1回2007年7月～第16回2009年10月実施 第4回はチェンバロ教室)

## 島之内教会での演奏会
大阪市心斎橋にある日本基督教団島之内教会で牧師を務めた西原明は、教会を広く文化的活動の会場として提供し、その一環として当協会による「チャペルコンサート」が1976年12月から定期的に開催された。1998年3月末に西原が牧師を退任する際には、第214回目となる演奏会が、西原の「送別演奏会」として実施された。その後も演奏会は続いたが、2005年11月に島之内教会が一般への会場貸し出し停止を決めたことに伴い、同年12月のラストコンサートをもって終了した。
その後のチャペルコンサートは他の教会で実施されている。2009年7月、3月に死去した西原の追悼記念礼拝式の際に、島之内教会で演奏をおこなった。

## 著名ゲスト演奏家
- 金昌国：fl・指揮36回出演モーツァルトの交響曲第41曲演奏会他
- インゴ・ゴリツキオーボエ４回来日出演-河野正孝が師事
- エディット・ピヒト＝アクセンフェルト（チェンバロ）2回来日出演-河野まり子が師事
- 河野文昭：チェロ4回出演
- 小林道夫：チェンバロ12回出演-甲斐洋平が師事
- 堀正文：NHK交響楽団コンサートマスターヴァイオリン2回
- 上村昇：チェロ関西室内楽協会創設に尽力・ピエール・フルニエに師事
- 青山聖樹：オーボエ(金昌国子息)2回出演　Ｎ響首席オーボエ奏者・インゴ・ゴリツキに師事
- 大島弥州夫・花岡 和生・クラウディオ・クルツ来日出演・ロバート・ハニーサッカー(Robert Honeysucker)来日出演・朗読岡村嘉隆劇団プロメテ・エウゲン・プロコップ(vn)来日出演・村松英夫ヴァイオリン・BC.ジョーンズHRN来日出演・ヨルマ・ラハコネン：（ヴァイオリン）・ロマン・ギュイオ：バセットクラリネット来日出演　ストラディバリウスの玉井菜採・村井祐児：（クラリネット）瀬野光子：（Sop.）トランペット：ヴォルフガング・バウアー2回来日出演-中島真が師事・ピアノ：武藤美砂子・オルガン：サットマリー（ジグモント）来日出演　バリトン ：田中勉　・チェロ：　ハンガリー　ニコラウス・ハニオァ＝ポバ　2回来日出演・岡田司：指揮・平田英治：SAX・ソアレス・クラウディオ：ピアノ来日出演・ヴァイオリン：稲垣琢磨-松田淳一が師事・トーマス・インデアミューレ：（オーボエ）Thomas Indermühle・山本正治：(Cl)・JMロンデックスJean-Marie Londeix：SAX　赤松二郎が師事・蒲生克郷：（Vn）・ファゴット：前田信吉・ギュンタ－.ポール：fl・ピアノ：小原久幸・ヴァイオリン：宋倫匡-岡本千英子・赤松由夏が師事・ 松原清・オーボエ

## チャペルコンサート歴抜粋
- 1回　1976年12月15日　大阪シュベルマー金管アンサンブル　（大阪フィルハーモニー交響楽団トランペット奏者・橋爪伴之は高校生の時の1回目から聞いている）
- 3回　1977年2月18日　アンサンブル・アルフィーネ　LRC（ラックス(現ラックスマン)録音クラブ）録音活動開始
- 17回　1978年6月15日　島之内小劇場10周年記念演奏会
- 50回　1981年10月24日　50回記念演奏会記念パーティ
- 54回　1982年3月21日　大阪島之内教会創立百年記念演奏会（3月29日チャペル．ジョイントシリーズ開始）
- 56回　1982年5月4日　金昌国（フルート）（モーツァルトシリーズ開始）
- 71+回　1983年12月2日　阿部靖：Vn（このころ録音担当引継ぎ-ラックス録音クラブ・A.M→ラックスOB・H.Sへ）
- 82+回　1984年12月7日　河野文昭チェロ帰国コンサート
- 100回	1986年10月19日　100回記念金昌国と共にモーツァルトシンフォニーNO9
- 125回	1988年4月16日　本山秀毅.京都バッハ合唱団＋大阪チェンバーオーケストラ　共演開始
- 168回	1993年9月28日　ストラビンスキー兵士の物語3回目の演奏（前回1980年前後）（このころ録音機材一新カセット、DVD動画,CD-Rによる3重力音機材を協会と自宅に同じものを設置した。H.S）
- 183+回	1995年2月28日　関西室内楽協会有志阪神大震災チャリティーコンサート
- 199回	1996年10月21日　堀正文vnを迎えて　200回記念
- 200回	1996年11月25日　金昌国を迎えて　200回記念
- 201回	1996年12月12日　上村昇vcを迎えて　200回記念
- 209回	1997年11月13日　インゴ・ゴリツキを迎えて
- 214回	1998年3月31日　西原明・島之内教会牧師送別演奏会　(島之内小劇場30年の歴史を閉じる)
- 248回	2001年9月27日　シューベルトシリーズ開始畑儀文
- 264回	2003年3月29日　バッハカンタータNO5
- 290回　2005年12月　島之内教会ラストコンサート
- 300回　2006年11月26日　第300回記念マンスリーコンサート大阪クリスチャンセンター・河野代表の挨拶　40周年はマーラーの千人のシンフォニーを演奏する。50年周年まで継続すると宣言（30周年記念に1983年末より録音を担当したH.Sと調律師・他1名が協会から感謝の色紙と記念品を贈呈された。)
- 312回　2007年1月26日　天満教会を拠点とする
- 2007年　2月12日　関西室内楽協会30周年記念演奏会「マタイ受難曲」　いずみホール
- 317回　2008年7月21日 オーボエ奏者の世界的名手インゴ・ゴリツキとスーパートランペッター、ヴォルフガング・バウアー
- 2009年　7月26日　西原明牧師へのオマージュ「西原先生追悼演奏　島之内教会」[4][5][6][7]
- 322回　2009年1月12日　天満教会創立130周年記念　チャリティーコンサート「ベートーヴェン：交響曲第9番」

## 協会所在地
大阪市北区天神橋3丁目1-10